# Virus dell'epatite G
Il GB virus C (sigla: GBV-C, anche denominato "Hepatitis G Virus" HGV) è un membro della specie Pegivirus C, della famiglia Flaviviridae, un virus a RNA a catena singola, a cui è stato attribuito un ruolo eziologico in un'epatite virale, denominata per questo "epatite G". Questo ruolo però a oggi è controverso nella comunità scientifica, e l'opinione predominante è che questo virus sia innocuo per gli esseri umani.
Uno studio ha dimostrato che pazienti con infezione da HIV e co-infezione da HGV hanno una carica virale inferiore una conta maggiore di linfociti CD4+, suggerendo che HGV possa avere un effetto regolatore sulla replicazione di HIV.

## Il virus
Esistono 3 tipologie di virus GB:
- GBV-A
- GBV-B
- GBV-C (isolato per la prima volta da Simons e i suoi colleghi[5])

Le prime due forme possono essere diffusi negli animali, il terzo all'uomo.

## Storia
Il primo accenno di epatite G fu durante la seconda metà del XX secolo, quando un chirurgo, le cui iniziali erano G.B., affetto da una forma di epatite acuta che non era una di quelle conosciute all'epoca (non-AE), riuscì a trasmetterla in una cavia (un tamarino).

### Diagnosi correlate
La trasmissione sessuale e parenterale del GBV-C è stato documentata e per via di tali modalità di trasmissione è stata studiata una correlazione fra i soggetti affetti dall'una e dell'altra patologia. La percentuale in questione varia dal 14 al 43%.